# Кућа Стевана Мокрањца у Неготину
Кућа Стевана Мокрањца у Неготину родна је кућа истакнутог композитора и диригента, налази се у Доситејевој улици 7 и представља непокретно културно добро као споменик културе од великог значаја. 
Настала је средином 19. века, а поуздано се зна да је 1867. године била у власништву Марије Мокрањац, што се види по тапији из 1889. године. 
Кућа се одликује карактеристикама традиционалне балканске варошке стамбене куће, где је у приземном делу првобитно је био смештен подрум озидан каменом, док је спратни део, намењен становању, саграђен у бондручном конструктивном систему, а сачињавале су га две собе и кухиња. Кров куће је четворосливан и покривен ћерамидом. 
Кућа је 1964. године адаптирана за потребе меморијалног музеја посвећен Стевану Стојановићу Мокрањцу, тако да су подрумске просторије уређене за мање музичке концерте. Просторије на спрату су музеолошки опремљене и садрже већи део заоставштине у музичким инструментима и другим предметима који су припадали Стевану Мокрањцу. 

Већи радови на уређењу комплекса око Мокрањчеве куће у Неготину изведени су 1980. године.